# Лебане (община)
Община Лебане (на сръбски: Општина Лебане) се намира в Южна Сърбия, Ябланишки окръг. Заема площ от 337 км2. Административен център е град Лебане.

## Население
Според преброяването от 2011 г. населението на община Лебане възлиза на 22 000 души. Гъстотата е 65,28 души/км2.

### Етнически състав[3]
- сърби – 20 398 жители
- цигани – 1251 жители
- черногорци – 20 жители
- македонци – 16 жители
- хървати – 8 жители
- горанци – 7 жители
- руснаци – 5 жители
- югославяни – 4 жители
- унгарци – 3 жители
- българи – 2 жители
- мюсюлмани – 2 жители
- румънци – 1 жител
- словенци – 1 жител
- власи – 1 жител
- албанци – 1 жител
- русини – 1 жител
- други – 3 жители
- неизяснени – 127 жители
- неизвестно – 149 жители

## Селищна мрежа
В границите на общината влизат 39 населени места.
- 1 град: Лебане
- 38 села:

| - Бачевина - Бошняце - Бувце - Велико Войловце - Гегля - Голи рид - Горно Врановце - Гъргуровце - Долно Врановце - Дърводел | - Ждеглово - Клаич - Конино - Кривача - Лалиновац - Липовица - Лугаре - Мало Войловце - Нова Топола - Ново село | - Пертате - Петровац - Поповце - Порощица - Прекопчелица - Радевце - Радиновац - Рафуна - Свинярица - Секицол | - Слишане - Тогочевце - Ченовац - Цекавица - Шарце - Шилово - Шумане - Щулац |